# 拿骚的路易斯

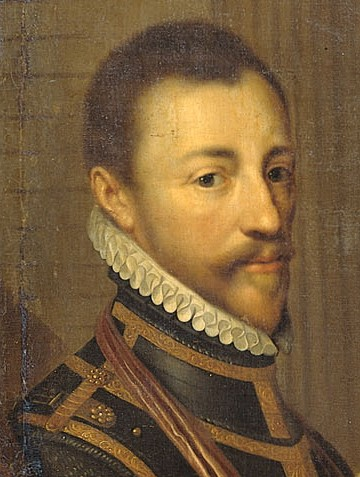
拿骚的路易斯

拿骚的路易斯（荷蘭語：Lodewijk van Nassau，1538年1月10日—1574年4月14日），是拿骚伯爵威廉和斯托博格的朱莉安娜所生的第三子，奥兰治－拿骚亲王威廉的弟弟。路易斯是反抗西班牙统治的尼德兰叛乱中关键人物。不像他的哥哥威廉，他是一个坚定而虔诚的加尔文教徒。他在各个方面给予他哥哥以帮助，包括安排威廉与第二任妻子萨克森的安娜的婚姻。在1569年，威廉任命他为奥兰治公国（位於法國內）的总督，从而为他在法国政治中取得了无可争议的位置。

## 早年
1538年1月10日路易斯出生于德国迪伦堡，是拿骚伯爵威廉一世（William I, Count of Nassau-Dillenburg）的次子，沉默者威廉的弟弟。受归正宗影响，成为新教改革的坚定支持者，与天主教的西班牙哈布斯堡王朝对立。

## 妥协
1566年他是签署了“贵族的妥协”的少数派贵族同盟的领导人之一。这个妥协的文书是一封公开信，以陈情书的形式递交国王西班牙的腓力二世，声明他应该撤销尼德兰的宗教裁判所。1566年4月5日，在200名骑兵的护送下，文书被呈交给了摄政奥地利的玛格丽特。玛格丽特的一名在场的顾问，伯雷蒙特伯爵查尔斯，试图用这样的话来安抚她的怒气：“什么，夫人，害怕这些乞丐？”（“Quoi, Madame. Peur de ces gueux?”）也就从这时起，西班牙国王的反对者自豪地把乞丐作为自己的称呼。

## 海利格萊戰役
1568年5月23日，路易斯联合弟弟阿道夫（Adolf of Nassau）率领约4,000人的军队，在格罗宁根附近的海利格莱击败西班牙将领阿伦贝格伯爵（Count of Aremberg）。  阿道夫在此战中阵亡，但西班牙军伤亡惨重（约2,500人），此役被视为八十年战争的“第一枪”。虽未扭转战局，但极大鼓舞了尼德兰军队的士气，证明西班牙军队并非不可战胜。

## 去世
1574年路易斯阵亡于莫克海德战役（Battle of Mookerheyde），他与弟弟亨利（Henry of Nassau）率军试图突破西班牙封锁，但于1574年4月14日在莱茵河畔的莫克海德被西班牙军全歼，路易兄弟双双战死。其遗体从未被找到，传说西班牙军为震慑反抗者，将他的头颅公开示众。

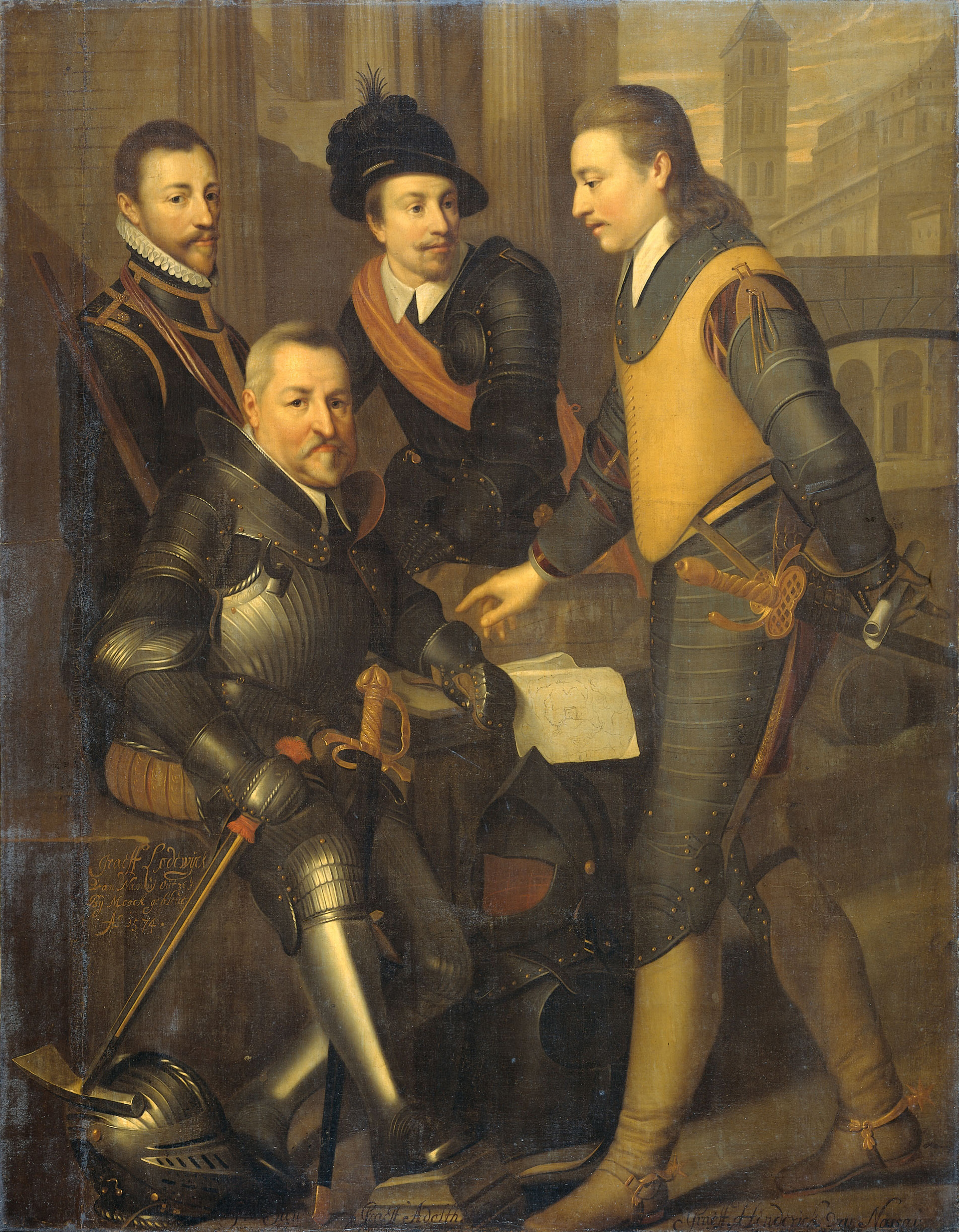
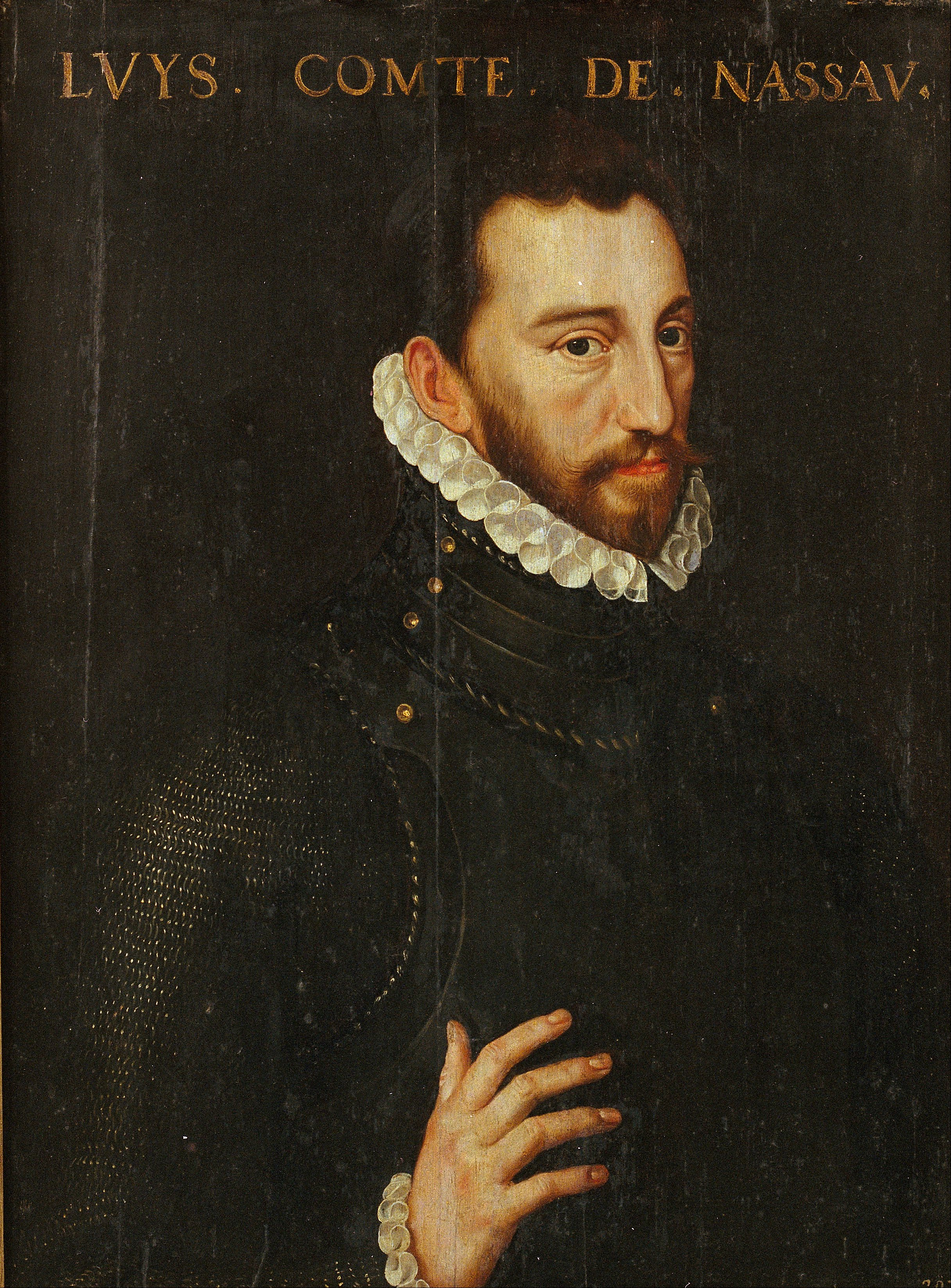
拿骚的路易斯 1570-1574

1. ↑  Parker, Geoffrey. The Dutch Revolt. Penguin Books, 1977.